# Фабиан Канчелара
Фабиан Канчелара (собственото име на немски, фамилията на италиански: Fabian Cancellara) е швейцарски колоездач от италиански прозход. Роден на 18 март 1981 г. в град Волен бай Берн. През 2011 г. се състезава за Леопард Трек.

## Големите турове
Големите турове са 3 – Тур дьо Франс, Джиро и Вуелта.
В Тур дьо Франс има 7 спечелени етапа от 9 участия. Носил е жълтата фланелка
 22 дни.
Във Вуелтата има 3 спечелени етапа от 3 участия. Носил е златната фланелка
 5 дни.
В Джирото има 0 спечелени етапа от 1 участие. Носил е розовата фланелка
 0 дни.

## Кариерни успехи
1998
1-ви  Световен младши шампион по индивидуално бягане по часовник
1999
1-ви  Световен младши шампион по индивидуално бягане по часовник
2000
2-ри  Световен ПОД23 вицешампион по индивидуално бягане по часовник
2001
1-ви  Генерално класиране в Тура на Рода
1-ви Пролог
1-ви GP Еди Меркс
1-ви Дуо Норманд
2002
1-ви  Национален бягане по часовник шампион
1-ви GP Еди Меркс
1-ви  Генерално класиране GP Ерик Бреукинк
1-ви 3-ти етап
1-ви  Генерално класиране в Тура на Рода
1-ви Пролог
1-ви ZLM Тур
1-ви 1-ви етап Тура на Австрия
1-ви 3-ти етап Тура на Бохемия
2003
1-ви Пролог Тура на Швейцария
1-ви Пролог Тур де Романдие
1-ви  Класиране по точки
1-ви 4-ти етап Тура на Белгия
1-ви 6-и етап Отборно бягане по часовник Тур Медитаренин
2004
1-ви  Национален бягане по часовник шампион
1-ви Пролог, Тур дьо Франс
Носил жълтата фланелка за 1-ви етап
1-ви 1-ви етап Сетмана Кататлана
1-ви 4-ти етап Тура на Люксембург
1-ви 4-ти етап Тура на Катар
2005
1-ви  Национален бягане по часовник шампион
1-ви 4-ти етап Париж-Ница
1-ви 4-ти етап Тура на Люксембург
1-ви 5-и етап Сетмана Кататлана
3-ти  Световно първенство за бягане по часовник
2006
1-ви  UCI Световно първенство на път по индивидуално бягане по часовник
1-ви  Националенбягане по часовник шампион
1-ви Париж-Рубе
1-ви ПрологВолта Каталуня
1-ви 5-и етап Тирено-Адриатико
1-ви  Генерално класиранеТура на Дания
1-ви 2-ри етап
1-ви 5-и етап
1-ви 1-ви етап Вуелта
2007
1-ви  UCI Световно първенство на път по индивидуално бягане по часовник
1-ви  Националенбягане по часовник шампион
1-ви Пролог Тур дьо Франс
1-ви 3-ти етап Тур дьо Франс
Носил жълтата фланелка от 1–ят етап до 7-ия етап
1-ви Пролог Тура на Швейцария
1-ви 9-и етапТура на Швейцария
2008
1-ви  Олимпийски часовник Шампион
3-ти  Олимпийски общ старт
1-ви  Национален шампион в часовника
1-ви Милан-Сан Ремо
1-ви Пролог, Тура на Калифорния
1-ви Монте Пасци Еройца
1-ви Генерално класиране Тирено-Адриатико
1-ви 5-и етап
1-ви 7-и етапТура на Швейцария
1-ви 9-и етапТура на Швейцария
1-ви  Класиране по точки
2009
1-ви  UCI Световно първенство на път по индивидуално бягане по часовник
1-ви  НационаленОбщ старт шампион
1-ви 1-ви етап, Тур дьо Франс Индивидуално бягане по часовник
Носил жълтата фланелка от 1–ви до 6-и етап
1-ви 1-ви етап Индивидуално бягане по часовник Вуелта
1-ви 7-и етап Индивидуално бягане по часовник Вуелта
Носил Златнат фланелка от 1-ви до 4-ти етап и 7-и етап
Held  Бялата фланелка от 1-ви до 3-ти етап
1-ви Пролог, Тура на Калифорния
1-ви  Генерално класиране Тура на Швейцария
1-ви Пролог
1-ви 9-и етап Индивидуален часовник
1-ви  Класиране по точки
2010
1-ви  Генерално класиране Тура на Оман
1-ви Париж-Рубе
1-ви Обиколката на Фландрия
1-ви E3 Прийс Харелбеке
1-ви Пролог 2010Тура на Швейцария
1-ви Пролог 2010 Тур дьо Франс
1-ви  UCI Световно първенство на път по индивидуално бягане по часовник
Носил жълтата фланелка от Пролога до 1-ви етап и от 3-ти етап до 7-ти етап
1-ви 19 етап 2010Тур дьо Франс

## Големи турове
|                                | 2004          | 2005          | 2006          | 2006          | 2007 | 2008 | 2009   | 2010 |
| Тур дьо Франс                  | Тур дьо Франс | Тур дьо Франс | Тур дьо Франс | Тур дьо Франс |      |      |        |      |
| ------------------------------ | ------------- | ------------- | ------------- | ------------- | ---- | ---- | ------ | ---- |
| генерално класиране            | -             | -             | -             | -             | -    | -    | 82-ри  |      |
| планински класиране            | -             | -             | -             | -             | -    | -    | 85-и   |      |
| спринтьорско класиране         | -             | -             | -             | -             | -    | -    | 121-ви |      |
| класиране за млади състезатели | -             | -             | -             | -             | -    | -    |        |      |
| етапни победи                  | 1             | -             | -             | 1             | -    | 1    | 2      |      |
| Джиро                          |               |               |               |               |      |      |        |      |
| генерално класиране            | -             | -             | -             | -             | -    | 69-и | -      |      |
| планинско класиране            | -             | -             | -             | -             | -    | -    | -      |      |
| спринтьорско класиране         | -             | -             | -             | -             | -    | -    | -      |      |
| класиране за млади състезатели | -             | -             | -             | -             | -    | -    |        |      |
| етапни победи                  | -             | -             | -             | -             | -    | -    | -      |      |
| Вуелта                         |               |               |               |               |      |      |        |      |
| генерално класиране            | -             | -             | -             | -             | -    | -    | 93-ти  |      |
| планинско класиране            | -             | -             | -             | -             | -    | -    | -      |      |
| спринтьорско класиране         | -             | -             | -             | -             | -    | -    | -      |      |
| комбинационно класиране        | -             | -             | -             | -             | -    | -    | 37-и   |      |
| етапни победи                  | -             | -             | -             | -             | -    | -    | 2      |      |